# Leo D’Mello
Leo D’Mello (* 25. Juli 1903 in Dadar, Britisch-Indien; † 13. Dezember 1987) war ein indischer Geistlicher und römisch-katholischer Bischof von Ajmer und Jaipur.

## Leben
Leo D’Mello empfing am 4. Oktober 1931 das Sakrament der Priesterweihe für das Bistum Ajmer.
Am 21. April 1949 ernannte ihn Papst Pius XII. zum Bischof von Ajmer (später: Ajmer und Jaipur). Der Internuntius in Indien, Erzbischof Leo Peter Kierkels CP, spendete ihm am 2. Oktober desselben Jahres die Bischofsweihe; Mitkonsekratoren waren der Erzbischof von Agra, Evangelista Latino Enrico Vanni OFMCap, und der Weihbischof in Bombay, Valerian Gracias. Leo D’Mello nahm an allen vier Sitzungsperioden des Zweiten Vatikanischen Konzils teil.
Papst Johannes Paul II. nahm am 15. November 1978 das von D’Mello aus Altersgründen vorgebrachte Rücktrittsgesuch an.